# Campagne napoletane di Luigi il Grande d'Ungheria
Le Campagne napoletane di Luigi il Grande, conosciute anche come L'avventura napoletana (Nápolyi kaland in Ungherese), è il termine usato per definire la guerra avvenuta tra il 1347 e il 1352 all'indomani della discesa di Luigi I d'Ungheria nel Regno di Napoli. La fonte principale per la conoscenza degli avvenimenti è il Chronicon di Domenico di Gravina.

## Antefatti
Nel 1343 Roberto d'Angiò, re di Napoli, morì senza eredi diretti. Il suo unico figlio Carlo di Calabria, morto nel 1328, lasciò due figlie, una delle quali, Giovanna, sposò Andrea d'Ungheria, figlio del re Carlo I d'Ungheria. Durante il suo soggiorno alla corte napoletana, Giovanna maturò una sempre più forte ostilità nei confronti del marito. Dopo la morte del sovrano angioino, Giovanna ricevette da Papa Clemente VI l'investitura ufficiale del Regno, che era nominalmente vassallo dello Stato Pontificio. Andrea, anch'egli desideroso di ricevere la corona, ricevette solamente il titolo di Duca di Calabria.
Il 14 giugno del 1345, Clemente, dopo aver ricevuto un pagamento di 44,000 marchi, acconsentì a concedere al giovane Andrea il titolo di re, ma solamente come erede nel caso in cui Giovanna fosse morta. Quest'ultima, che era sospettata di avere una tresca amorosa con suo cugino di secondo grado Luigi di Taranto, era a quel tempo sotto la forte influenza della madre di quest'ultimo, Caterina II di Valois. Nella notte tra il 18 e il 19 settembre, il giorno prima dell'investitura di Andrea, una congiura guidata da Caterina e altri cortigiani avversi al giovane ungherese fece assassinare Andrea durante una battuta di caccia ad Aversa. Bertramo del Balzo, insieme a Fra Moriale, scovò e punì i principali sospettati dell'assassinio, ma voci sul coinvolgimento della stessa regina furono sulla bocca di tutti.
Nel maggio del 1346 il fratello di Andrea, re Luigi I d'Ungheria, inviò emissari da Clemente per chiedere la deposizione di Giovanna. Insoddisfatto della risposta del papa, preparò un esercito, progettando di imbarcare le sue truppe a Zara. Tuttavia, in quel momento la città marittima si era sollevata contro la Repubblica di Venezia, le cui navi ne bloccavano il porto. Dopo un tentativo fallito di liberarlo, il re dovette posticipare la sua spedizione, nell'attesa che Zara fosse tornata sotto il controllo veneto.

## La guerra
Nel novembre 1347, Luigi partì per Napoli con circa 1,000 soldati ungheresi e tedeschi, molti di questi mercenari. Quando raggiunse i confini del Regno, aveva con sé 2,000 cavalieri ungheresi, 2,000 arcieri cumani a cavallo, 2,000 cavalieri mercenari e 6,000 fanti mercenari. Riuscì a evitare conflitti nel nord italia, grazie al suo esercito ben pagato e disciplinato. Inoltre, proibì il saccheggio dei casali e tutte le vettovaglie furono acquistate dai locali e pagati con dell'oro. Il re ungherese marciò attraverso la penisola, annunciando la sua volontà di non prendere parte a conflitti contro le città o gli stati italiani, venendo spesso accolto da molti di questi. Giovanna, nel frattempo, aveva sposato Luigi di Taranto e aveva siglato una pace con quello che, fino a quel momento, era stato il principale avversario del Regno di Napoli: il Regno di Trinacria. L'esercito napoletano, forte di 2,700 cavalieri e 5,000 fanti, era capeggiato da Luigi di Taranto. A Foligno, un legato papale chiese al re ungherese di rinunciare alla sua impresa, sia perché gli assassini di Andrea erano già stato processati e puniti, sia per lo stato del Regno in quanto feudo papale. Nonostante ciò, prima della fine dell'anno, l'esercito ungherese attraversò i confini napoletani senza incontrare alcuna resistenza.
L'11 gennaio 1348, nella Battaglia di Capua Luigi d'Ungheria sconfisse l'esercito napoletano. Quattro giorni dopo, la regina riparò in Provenza, seguita subito dopo dal suo nuovo marito. Tutti i baroni del regno giurarono fedeltà al nuovo sovrano mentre questi marciava da Benevento verso Napoli. Durante la sua sosta ad Aversa, dov'era stato assassinato Andrea, Luigi il Grande fece decapitare Carlo di Durazzo dal suo condottiero Malatesta Ungaro. Una volta entrato a Napoli, Luigi sciolse dal vincolo di servizio i suoi mercenari e uno dei suoi comandanti: Werner von Urslingen.
Nella capitale, Luigi e i suoi uomini vennero bloccati dall'arrivo della peste nera. Decise quindi di lasciare il Regno di Napoli per tornare in Ungheria. I Napoletani, che erano diventati insofferenti al giogo ungherese, invocarono il ritorno di Giovanna che, venduti al papa i suoi diritti Avignone per 80 000 fiorini, tornò nel a Napoli dove ricondusse facilmente la città sotto il comando napoletano. Intanto le forze ungheresi, comandate dal tedesco Ulrich von Wolfurt, tenevano testa all'esercito di Luigi di Taranto in Capitanata.
Una volta allontanatosi dai territori del Regno, la guerra venne portata avanti dai capitani ungheresi e tedeschi che misero a ferro e fuoco molti casali della Terra di Bari, della Basilicata e della Terra di Lavoro.
Solamente nel 1350, Luigi d'Ungheria tornò in Italia, sbarcando a Manfredonia e riorganizzando le forze sul territorio. Ancora una volta l'attenzione venne puntata verso la capitale del Regno.
Tra il 1351 e il 1352, Giovanna chiese aiuto al Papa, il quale mandò un legato che, dopo aver offerto un'ingente somma all'Urslingen e a i fratelli Ulrich e Konrad von Wolfurt, negoziò una tregua: Giovanna e suo marito avrebbero lasciato il Regno nell'attesa di un nuovo processo sull'assassinio di Andrea d'Ungheria che si sarebbe tenuto ad Avignone. Il verdetto vide la completa assoluzione di Giovanna da tutte le accuse. Venne così siglato un accordo di pace con l'Ungheria il 23 marzo 1352.

## Conseguenze
Nel 1380, una guerra civile scoppiò nel Regno. Giovanna diede il suo appoggio all'avignonese antipapa Clemente VII, dopo che Papa Urbano VI offrì il trono di Napoli a Carlo III d'Angiò. Luigi d'Ungheria inviò denaro e soldati ungheresi in aiuto di Carlo, che riuscì ad entrare a Napoli nel 1381. Il 27 luglio 1382, Giovanna venne assassinata nel Castello di Muro Lucano.